# Sông Emba
Sông Emba là một con sông chảy qua hai tỉnh Aktobe (Aktubinsk) và Atyrau của Kazakhstan, phân chia hai phần châu Âu và châu Á của quốc gia này, theo đề xuất của Philip Johan von Strahlenberg trong sách Das Nord- und Östliche Theil von Europa und Asia, in so weit solches das gantze Russische Reich mit Sibirien und der grossen Tatarey in sich begriffet (Miêu tả lịch sử và địa lý các phần phía bắc và phía đông của châu Âu và châu Á thuộc đế quốc Nga tại Siberi và Tatary) xuất bản bằng tiếng Đức năm 1730. Chiều dài con sông này là 712 km (về mùa lũ), diện tích lưu vực 40.400 km². Con sông này bắt nguồn từ sườn tây hoành sơn Mugodzhary, chảy trên cao nguyên Poduralskoye và vùng đất thấp Pricaspiskaya. Nó biến mất trong vùng đầm lầy đất mặn ven biển Caspi (đất xolonsac ven Caspi) rộng khoảng 5 km cho tới vùng nước biển, trong những năm nhiều nước thì chảy tới biển Caspi. Nguồn nước cấp cho nó chủ yếu là tuyết. Dòng chảy chủ yếu xuất hiện trong giai đoạn tháng 4-5 khi tuyết tan, trong phần lớn thời gian còn lại của năm thường khô cạn, phân chia thành các lạch nước sâu riêng rẽ, với độ sâu tới 4–5 m, xen kẽ với các lạch nước nông. Tại khoảng 120 km đầu thượng nguồn, lòng sông khúc khuỷu. Nước sông bị khoáng hóa mạnh: tại thượng nguồn hàm lượng khoáng chất đạt 150–200 mg/l về mùa xuân và tới 800 mg/l về mùa hè trong khi tại hạ lưu các chỉ số tương ứng là 1.500-2.000 mg/l về mùa xuân và 3.000-5.000 mg/l về mùa hè. Các chi lưu chính, với dòng chảy của chúng cũng có tính chất theo mùa là Temir (hữu ngạn), Atsaksy (tả ngạn). Tại hạ lưu sông Emba là các mỏ dầu khí (Vùng dầu khí Nam Emba). Lưu lượng trung bình tại 152 km từ của sông đạt 17,5 m³/s, lưu lượng tối đa đạt 1.240 m³/s.

## Từ sách của A. Sokolov
Trong "Гидрография СССР" (Thủy văn học Liên Xô), xuất bản năm1954, A. Sokolov đã viết về con sông này như sau:
Lưu vực sông Emba nằm trong khu vực thảo nguyên và bán sa mạc. Ở phần thượng nguồn nó chảy trên cao nguyên đá phấn bị rạch cắt ra bởi xói mòn, tại hạ lưu nó chảy trong vùng đất thấp Pricaspiskaya, có độ nghiêng không rõ nét so với biển. Khoảng 20 km tính từ bờ biển, sông Emba tạo thành vùng châu thổ với ba nhánh chính: Kara-Uzyak, Kiyan và Kulok.
Sông Emba rất ít nước. Nguồn nuôi nó chủ yếu là từ tuyết. Về mùa xuân nó nhiều nước hơn, còn mùa hè thì là một dãy các đoạn lạch sâu rời rạc với nước tù đọng. Nước sông Emba trong mùa xuân chứa một lượng lớn phù sa. Sau các trận mưa nước sông có màu sữa bẩn, hoàn toàn vẩn đục.